# Bartelshagen II b. Barth
Bartelshagen II b. Barth é um município da Alemanha localizado no distrito de Nordvorpommern, estado de Mecklemburgo-Pomerânia Ocidental.
Pertence ao Amt de Barth.